# 赵经寰
赵经寰 （1934年11月22日—2022年11月29日），辽宁抚顺人，大连艺术学院教授，中国版画艺术大家、著名美学理论家，中国民主促进会中央委员。
赵经寰是二十世纪以来中国版画艺术的代表性人物，是中国丝网版画、综合版画和形式美学奠基人。1999年大连市总工会建立赵经寰作品陈列馆（现已撤销）。

## 人物生平
1934年生于奉天省抚顺县英守堡子村（今辽宁省抚顺市抚顺县石文镇英守村）。
1957年考入中央工艺美术学院，因“内控右派”取消学籍。
1972年创作宣传画《学好社会主义文化课》，作为“样板画”被《人民日报》和全国省级报刊同日发表，被《人民中国》日文版刊作封面。
1985年作为民主党派为四化服务优秀个人，在人民大会堂受国家主席李先念、政协主席邓颖超等国家领导人接见。
1992年因为高等教育做出突出贡献，国务院颁发政府特殊津贴。
1996年获鲁迅版画奖（中国版画界最高荣誉）。
1998年写成国内第一部形式美学专著《形式美学入门》由辽宁美术出版社出版。
1999年大连市总工会建立赵经寰作品陈列馆并举办赵经寰作品陈列展。
2013年国家邮政局发行《中国当代书画名家赵经寰作品》纪念邮票6枚。
2014年人民美术出版社出版《中国近现代名家画集·赵经寰》。
2016年大连美术馆举办《揭开美的奥秘——赵经寰艺术探索60年回顾展》，印发同名画册并举办学术研讨会。
2018年《视觉形式美学：基于DNA元美学》由科学出版社出版，该书在美学领域中首次提出“美起源于生命遗传分子DNA的双螺旋结构”这一论断。
2019年完成国内第一部科学形式美学的体系化著作《形式美学元论》，由北京师范大学出版社出版。
2021年中国版画博物馆 （页面存档备份，存于）收藏86幅版画作品并举办《赵经寰版画艺术研究展》，嗣后开展学术研讨会并集结出版《赵经寰版画艺术研究》。
2022年逝世，中国版画博物馆发布讣告。

## 艺术成就
赵经寰的美术创作包括木刻版画、水印版画、丝网版画、重彩写意等领域，是新中国美术界第一批出国参展的美术家，也是新中国第一批将丝网版、塑料板等新兴版画技术翻译、介绍、传播回国的美术家。
其作品被收藏于联合国教科文组织、大英博物馆、 纽约大都會藝術博物館世界艺术中心及多国美术馆，另有中国美术馆、中国版画博物馆、广东美术馆、关山月美术馆等多家国内美术馆，国际公共机构收藏达500余幅。
赵经寰的理论研究方向包括形式美、黄金律、美术伦理、版画技法、现代日本版画、美术教学等领域，是新中国第一批对“形式美学”和“科学形式美学”课题进行系统研究的理论家。
于《美术》《文史哲》等CSSCI期刊发表论文70余篇。